# Hanns Heinz Josten
Hanns Heinz Josten (* 15. November 1884 in Krefeld; † 5. November 1964 in Stuttgart) war ein deutscher Kunsthistoriker.

## Leben
Hanns Heinz Josten war der Sohn des Arztes Heinrich Josten und seiner Frau Johanna, geb. Scheidges. Nach dem Abitur in Krefeld 1904 und dem Besuch der Kunstgewerbeschule Krefeld studierte er ab dem Wintersemester 1904/05 Kunstgeschichte und Klassische Archäologie in Bonn, ab dem Sommersemester 1906 in Straßburg und im Sommersemester 1908 in Leipzig. Im Dezember 1908 wurde er in Greifswald bei Max Semrau promoviert.
Er war als Hauptkonservator am Württembergischen Landesmuseum in Stuttgart tätig.

## Veröffentlichungen (Auswahl)
- Neue Studien zur Evangelienhandschrift Nr. 18 („Des hl. Bernward Evangelienbuch“) im Domschatze zu Hildesheim. Beiträge zur Geschichte der Buchmalerei im frühen Mittelalter. Heitz, Straßburg 1909 (Dissertation; Digitalisat).
- Matthias Grünewald (= Künstler-Monographien 108). Bielefeld Velhagen & Klasing 1913.
- Tizian (= Velhagen & Klasings Volksbücher 2). Velhagen & Klasing, Bielefeld 1922.
- August Trueb. Räume und Menschen. Mit einführenden Gedanken von Hanns Heinz Josten. W. Hädecke, Stuttgart 1923.
- Die Sammlung der Musikinstrumente. Württembergisches Landesgewerbemuseum, Stuttgart 1928.
- Fulder Porzellanfiguren. Verlag Keramische Rundschau, Berlin 1929
- Liebfrauen. Der Tazzelwurm Verlag, Stuttgart 1937.